# Péchaudier
Péchaudier är en kommun i departementet Tarn i regionen Occitanien i södra Frankrike. Kommunen ligger i kantonen Cuq-Toulza som tillhör arrondissementet Castres. År 2022 hade Péchaudier 185 invånare.

## Befolkningsutveckling
Antalet invånare i kommunen Péchaudier
| Referens: INSEE |